# 907
907 (CMVII) je bilo navadno leto, ki se je po julijanskem koledarju začelo na četrtek.

## Dogodki
- 1. januar

## Smrti
- 2. maj - Boris I., bolgarski knez (* okrog 828)

Neznan datum
- Árpád, vodja zveze madžarskih plemen  (* 845)